# Piosenki prawie wszystkie...
Piosenki prawie wszystkie... – album kompilacyjny Edwarda Stachury wydany w 1993 przez wytwórnię Polton, zawierający materiał z płyt: Piosenki (z pominięciem utworów: "Gdy odeszła pod chmurami" i "Opadły mgły") oraz Urodziny (z pominięciem utworu: "Zabraknie Ci psa").

## Lista utworów
1. "Nie brookliński most" (sł. i muz. Edward Stachura) – 3:35
2. "Odezwij się" (sł. i muz. Edward Stachura) – 3:38
3. "Walc nad Mississippi" (sł. i muz. Edward Stachura) – 3:34
4. "Ballada dla Rafała Urbana" (sł. i muz. Edward Stachura) – 4:45
5. "Ballada dla Potęgowej" (sł. i muz. Edward Stachura) – 4:20
6. "Biała lokomotywa" (sł. i muz. Edward Stachura) – 3:35
7. "Jest już za późno" (sł. i muz. Edward Stachura) – 2:44
8. "Nie rozdziobią nas kruki" (sł. i muz. Edward Stachura) – 3:28
9. "Piosenka, której nie da się przestać śpiewać" (sł. i muz. Edward Stachura) – 3:25
10. "Urodziny" (sł. i muz. Edward Stachura) – 2:30
11. "Wypowiedź Edwarda Stachury - Piosenka szalonego jakiegoś przybłędy" (sł. i muz. Edward Stachura) – 4:15
12. "Boże aniołów" (sł. i muz. Edward Stachura) – 1:05
13. "Błogo bardzo sławił będę ten dzień" (sł. i muz. Edward Stachura) – 2:16
14. "Bójka w L." (sł. i muz. Edward Stachura) – 3:23
15. "Dokąd idziesz? Do słońca!" (sł. i muz. Edward Stachura) – 2:20
16. "Co warto" (sł. i muz. Edward Stachura) – 2:35
17. "Na błękicie jest polana" (sł. i muz. Edward Stachura) – 1:28
18. "Jestem niczyj" (sł. i muz. Edward Stachura) – 2:58
19. "Zobaczysz" (sł. i muz. Edward Stachura) – 3:46
20. "Banita" (sł. Edward Stachura, muz. Jan Stachura) – 2:06
21. "Ach, kiedy znowu ruszą dla mnie dni" (sł. i muz. Edward Stachura) – 3:32
22. "Ballada dla zapowietrzonego" (sł. i muz. Edward Stachura) – 3:40

- Utwory 1-4 – nagrania domowe
- Utwory 5-9 – nagrania pochodzące z koncertu w 1975 w stanie Michigan (U.S.A.).
- Utwory 10-22 – nagrania pochodzące z 1976

## Skład
- Edward Stachura – śpiew, gitara

### realizacja
- Marek Wajda – projekt graficzny